# Liu Yazi

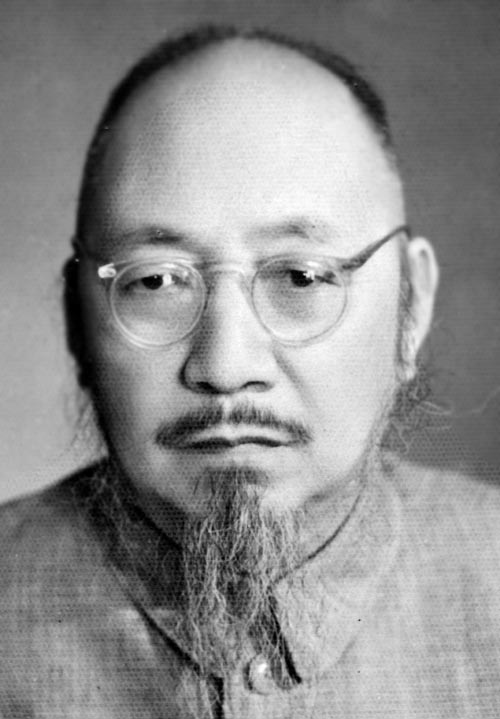
Liu Yazi

Liu Yazi (柳亚子; * 28. Mai 1887 in Lili (heute Fenhu), Wujiang, Jiangsu; † 21. Juni 1958) war ein chinesischer Dichter. Sein ursprünglicher Name lautet Liu Weigao.
Er war einer der drei Dichter, die 1909 in Suzhou die Südliche Gesellschaft (Nanshe) gegründet hatten.